# Bangalore City
Bangalore City – stacja kolejowa w Bengaluru, w stanie Karnataka, w Indiach. Położona jest w centrum miasta. Znajduje się tam 7 peronów.